# Wilfried Stevens

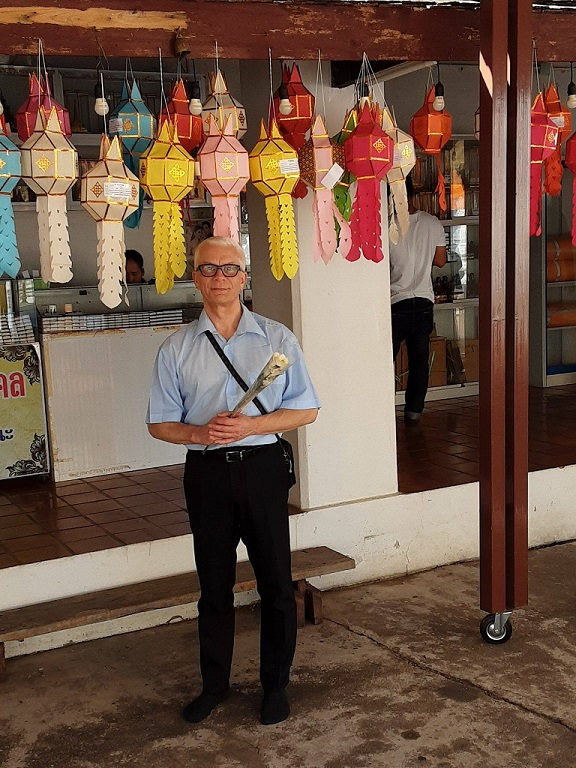
Wilfried Stevens, Thailand 2019

Wilfried Stevens (* 27. Februar 1960 in Düsseldorf) ist ein deutscher freier Autor und Sachbuchautor im Bereich der Grenzwissenschaften.

## Leben
Nach seinem Schulabschluss machte Stevens eine Ausbildung als Datenverarbeitungskaufmann und absolvierte 1982 den Bachelor of Science in Datenverarbeitung. Bis heute ist er in diesem Bereich tätig. Im September 1988 lernte er seine thailändische Frau Siriporn kennen, die er am 4. November 1988 heiratete. Das Ehepaar hat drei Kinder.
Seit seiner Schulzeit beschäftigte er sich mit den Grenzwissenschaften. Als junges Mitglied der Hermann-Oberth-Gesellschaft (HOG) bekundete er auch früh sein Interesse an Raumfahrtprojekten und außerirdisches Leben. 1974 gründete er die private Forschungsgruppe Ufos und Science-Fiction in Düsseldorf. Das Hauptinteresse eigener Forschungen und Recherchen sind vor allem die Themenbereiche Prä-Astronautik (heute auch als Paläo-Seti bezeichnet) und Ufologie. Seit Mitte der 1970er Jahre verfasste er zu diesen Themenkomplexen ca. 200 eigene Artikel und hielt einige Vorträge zum Thema außerirdisches Leben und Prä-Astronautik. Dazu hatte er auch an Exkursionen und Forschungsreisen innerhalb Europas, nach Nordafrika und Südostasien teilgenommen.
Er war seit 1974 Mitglied der Ancient Astronaut Society (AAS) und gehörte 1980 zu den Gründungsmitgliedern der deutschsprachigen Sektion der Ancient Astronaut Society. 1979 hatten sich Wilfried Stevens und Axel Ertelt beim Kongress der Ancient Astronaut Society (AAS) in München kennengelernt. Von 1980 bis 1990 war er aktiver Mitautor der Zeitschrift Mysteria (Redaktionssitz Halver), die sich von 1978 bis 1990 hauptsächlich mit Prä-Astronautik und UFO-Forschung beschäftigte. Für einige Zeit beteiligte er sich am Projekt SETI@home.
Seit seiner Heirat schrieb er ca. 350 Beiträge zum Thema Thailand, der thailändischen Kultur und zum Buddhismus in verschiedene Zeitschriften und auf Internet-Seiten. Von 1992 bis 2003 brachte er dazu auch mit seinem Freund und Kollegen Axel Ertelt die Privat-Zeitschrift Siam-Journal heraus. Das Siam-Journal war zu diesem Zeitpunkt die einzige deutschsprachige Zeitschrift, die sich auch mit der thailändischen Kultur in Deutschland beschäftigte. Von 2010 bis 2015 arbeitete er mit dem Thailändischen Gaststättenverband und dem Thailändischen Fremdenverkehrsamt mit einer eigenen Webseite zusammen. Danach konzentriert sich Stevens wieder verstärkt auf Themen der Grenzwissenschaften. In Zusammenarbeit mit Axel Ertelt war er von 2018 bis 2022 Mitautor der Heftreihe Blaue Dokumente im Selbstverlag Axel Ertelt, die sich auch mit den Themen Kryptozoologie, Sagen über Zwerge, Paläo-Seti, Teleportation und Zeitreisen beschäftigte. Bis heute veröffentlicht er Beiträge zu unterschiedlichen Themen im Internet und Zeitschriften.

## Veröffentlichungen
- Thailändisches Essen in Deutschland, Heft/Broschüre, Herausgegeben von Axel Ertelt und Wilfried Stevens, Siam-Journal, Halver und Düsseldorf, 1995
- Thailändisches Essen in Deutschland und der Schweiz, Heft/Broschüre, (aktualisierte Fassung von 1995) von Axel Ertelt und Wilfried Stevens, Siam-Journal, Halver und Düsseldorf, 1997
- Siam-Journal, Zeitschrift, von Axel Ertelt und Wilfried Stevens, Halver und Düsseldorf, 1992–2003
- Elefanten in Thailand, Autorenteam: Axel Ertelt, Wilfried Stevens, Sonderdruck Blaue Dokumente Band 4, Selbstverlag Axel Ertelt, Halver, 2019
- Die Früchte Thailands, Sonderdruck Blaue Dokumente, Band 7, Selbstverlag Axel Ertelt, Halver, 2019
- Die Kunst der Obstschnitzerei in Thailand, Sonderdruck Blaue Dokumente, Band 8, Selbstverlag Axel Ertelt, Halver, 2019
- Feiertage in Thailand, Sonderdruck Blaue Dokumente, Band 16, Selbstverlag Axel Ertelt, Halver, 2022
- Russlands Geheimnisse Teil 1, Autorenteam: Axel Ertelt, Wilfried Stevens, Sonderdruck Blaue Dokumente Band 19, Selbstverlag Axel Ertelt, Halver, 2022
- Russlands Geheimnisse Teil 2, Autorenteam: Axel Ertelt, Wilfried Stevens, Sonderdruck Blaue Dokumente Band 20, Selbstverlag Axel Ertelt, Halver, 2022
- Rätsel und Geheimnisse des Mondes, Autorenteam: Axel Ertelt, Wilfried Stevens, Sonderdruck Blaue Dokumente Band 22, Selbstverlag Axel Ertelt, Halver, 2022
- Der Buddhismus in Thailand, Sonderdruck Blaue Dokumente, Band 24, Selbstverlag Axel Ertelt, Halver, 2022
- Auf der Spur der Zwerge, Autorenteam: Axel Ertelt, Wilfried Stevens, Sonderdruck Blaue Dokumente, Band 25, Selbstverlag Axel Ertelt, Halver, 2022
- Portale und Teleportation: Schlüssel für Interstellare Reisen und Zeitreisen., Autorenteam: Axel Ertelt und Wilfried Stevens, Ancient Mail Verlag, Groß-Gerau, 2023, ISBN 978-3-95652-334-2.
- Mysterien sind mein Steckenpferd. Geheimnisvolles & Mystisches & Sagenhaftes, Epubli, Berlin, 2025, ISBN 978-3-8197-5203-2.

### E-Books
- Axel Ertelt: Mein geheimnisvolles Thailand – Phänomene und Phantastisches, E-Book, Epubli, Berlin, 2025, ISBN 978-3-8197-3901-9.
- Buddhismus, Geister und Glauben im Königreich Thailand, E-Book, Epubli, Berlin, 2025, ISBN 978-3-8197-2099-4.
- Geschichtlicher Ausflug nach Siam & Thailand, E-Book, Epubli, Berlin, 2025, ISBN 978-3-8197-1585-3.
- Historical excursion to Siam & Thailand, E-Book, Epubli, Berlin, 2025, ISBN 978-3-8197-6237-6.
- JOTT-Phänomen: Wenn Dinge einfach verschwinden. Eine grenzwissenschaftliche Betrachtung, E-Book, Epubli, Berlin, 2025, ISBN 978-3-8197-4054-1.
- JOTT-Phenomenon: When things just disappear. A fringe scientific perspective, E-Book, Epubli, Berlin, 2025, ISBN 978-3-8197-5770-9.
- Phénomène JOTT: Quand les choses disparaissent tout simplement. Une perspective scienfitique marginale, E-Book, Epubli, Berlin, 2025, ISBN 978-3-8197-6152-2.
- Minimalismus: Ich habe es einfach mal probiert, E-Book, Epubli, Berlin, 2025, ISBN 978-3-8197-5495-1.
- Minimalism: I just tried it, E-Book, Epubli, Berlin, 2025, ISBN 978-3-8197-5785-3.
- Rentner in Thailand: Lebenskosten? Leben oder Überleben im Königreich Thailand?, E-Book, Epubli, Berlin, 2025, ISBN 978-3-8197-6395-3.
- Wie ich ein Mysterien-Jäger wurde. Erinnerungen von Axel Ertelt, E-Book, Epubli, Berlin, 2025, ISBN 978-3-8197-2254-7.
- Wilfried´s kultureller Streifzug im Königreich Thailand, E-Book, Epubli, Berlin, 2025, ISBN 978-3-8197-3370-3.